# 洪格河 (根納赫河支流)
48°3′36″N 10°42′29″E / 48.06000°N 10.70806°E

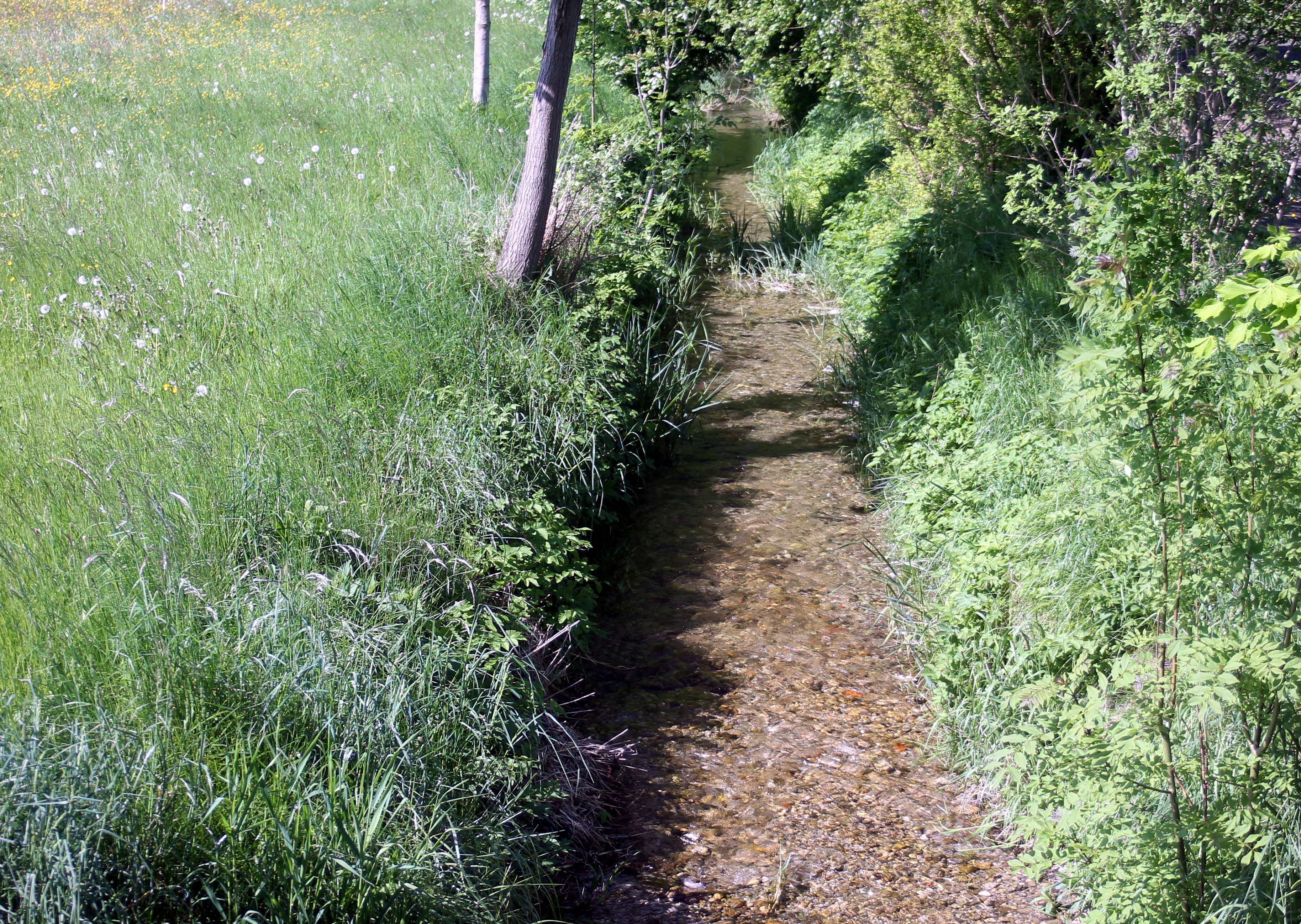

洪格河（德語：Hungerbach）是德國巴伐利亞州的河流，位於該國東南部，屬於根納赫河的支流，河道全長8.5公里，發源自延根，河口處在布赫洛厄以北。